# Прапор Кіпру

Прапор Кіпру. Співвідношення сторін 3:5

Запропонований планом Аннана прапор Об'єднаної Республіки Кіпр

Пра́пор Кі́пру — біле полотно із зображенням острова помаранчевого кольору. Колір було обрано не випадково: він вказує на багаті поклади міді, знайденої на Кіпрі ще в 3000 до н. е. Під зображенням острова знаходяться дві гілки оливкового дерева, які символізують обидві етнічні групи, що проживають на Кіпрі — греків та турків. Прапор було введено у вжиток після проголошення незалежності від Великої Британії, отриманої в 1960. Невизнана міжнародною спільнотою Турецька Республіка Північного Кіпру з 1983 використовує власний прапор.
Прапор Кіпру — один з небагатьох прапорів у світі, де використовується зображення території.